# NGC 2306
NGC 2306 — рассеянное скопление в созвездии Единорог.
Этот объект входит в число перечисленных в оригинальной редакции «Нового общего каталога».
Скопление может быть богатой частью Млечного Пути. Астроном Гарольд Корвин принимает за NGC 2306 удлинённое облако звёзд размерами 2' на 1' со звёздами +10-+13 величины. Джон Гершель думал, что объект не является звёздным скоплением.